# Meelis Loit
Meelis Loit (Tallin, 15 de abril de 1971) es un deportista estonio que compitió en esgrima, especialista en la modalidad de espada. Ganó una medalla de plata en el Campeonato Mundial de Esgrima de 2001, en la prueba por equipos.
Participó en dos Juegos Olímpicos de Verano, ocupando el quinto lugar en Atlanta 1996 y el noveno en Sídney 2000, en la prueba por equipos.

## Palmarés internacional
| Campeonato Mundial | Campeonato Mundial | Campeonato Mundial | Campeonato Mundial |
| Año                | Lugar              | Medalla            | Prueba             |
| ------------------ | ------------------ | ------------------ | ------------------ |
| 2001               | Nimes (Francia)    | Medalla de plata   | Espada por equipos |